# Udruženje Sloboda
Udruženje građana "Sloboda"' (skraćeno Sloboda) je vanparlamentarno registrovano političko udruženje u Republici Srbiji, levičarske političke orijentacije. Udruženje građana "Sloboda" je osnovano 3. marta 2007. godine u znak sećanja na bivšeg predsednika Srbije i Jugoslavije Slobodana Miloševića.